# Adolonetria
Adolonetria é um gênero de aranhas da família Linyphiidae descrito em 1991.